# Гранд-Траверс (индейская резервация)
Гранд-Траверс (англ. Grand Traverse Reservation) — индейская резервация народов оттава и оджибве, расположенная в центральной части штата Мичиган, США.

## История
Правительство Соединённых Штатов подписало с группами оттава и оджибве, которые проживали на Нижнем полуострове Мичигана, договора в 1836 и в 1837 годах. В 1855 году был заключён ещё один договор между индейцами Мичигана и американскими властями, согласно которому была создана резервация, включавшая большую часть округа Лилано и земли в округе Антрим. В результате деятельности земельных спекулянтов оттава и оджибве потеряли свои земли в конце XIX века.
Оттава Мичигана более ста лет боролись за свои права и создание резервации. Американские власти отказывались признавать их даже после принятия Закона о реорганизации индейцев. Вновь сформированное племя  гранд-траверс в 1943 году подало заявку на федеральное признание, но опять получило отказ. Лишь в мае 1980 года правительство США признало племя гранд-траверс, состоящее из индейцев оттава и оджибве.
В 1982 году для племени была создана небольшая резервация, площадь которой составляла всего 12,5 акров. 

## География
Резервация состоит из нескольких несмежных участков, расположенных на севере Нижнего полуострова Мичигана, большая часть которых находится в округе Лилано. Небольшие участки также расположены в округах Антрим, Бензи, Гранд-Траверс и Шарлевой. Общая площадь Гранд-Траверс, включая трастовые земли (3,704 км²),  составляет 3,778 км². Административным центром резервации и штаб-квартирой племени является невключённая территория Пешобестаун. 

## Демография
| Год переписи                    | Нас. |  | %±    |
| ------------------------------- | ---- |  | ----- |
| 2000                            | 545  |  | —     |
| 2010                            | 608  |  | 11,6% |
| 2020                            | 595  |  | −2,1% |
| 2000–2020 U.S. Decennial Census |      |  |       |

По данным федеральной переписи населения 2000 года в резервации проживало 545 человек, из них, около 80 % были индейцами.
По данным федеральной переписи населения 2010 года, в Гранд-Траверс проживало 608 человек. Согласно федеральной переписи населения 2020 года в резервации проживало 595 человек, насчитывалось 173 домохозяйства и 206 жилых домов. Средний возраст, проживающих в Литл-Траверс-Бее, составлял 31,5 лет. Доход среднего домохозяйства в индейской резервации составлял 48 906 долларов США. Около 37,5 % всего населения находились за чертой бедности, в том числе 61,9 % из тех, кому ещё не исполнилось 18 лет, и ни одного старше 65 лет.
Расовый состав распределился следующим образом: белые — 84 чел., афроамериканцы — 3 чел., коренные американцы (индейцы США) — 423 чел., азиаты — 1 чел., океанийцы — 0 чел., представители других рас — 7 чел., представители двух или более рас — 77 человек; испаноязычные или латиноамериканцы любой расы составили 67 человек. Плотность населения составляла 157,5 чел./км².